# Karl Ueberhorst
Karl Ueberhorst   (Hagen, 19 de setembre de 1823 - Dresden, 5 de novembre de 1899) va ser un cantant d'òpera (baríton) alemany, director d'òpera i escriptor.

## La vida
Ueberhorst provenia d'una antiga família d'agricultors de Westfàlia. Originalment estudiant dret, va entrar a l'escenari per primera vegada el 15 de gener de 1842, com a membre d'una companyia itinerant. Després que la seva mare l'hagués format musicalment, va ser utilitzat repetidament en papers d'òpera.
El compositor Conradin Kreutzer el va escoltar cantar a Mainz i el va enviar a Viena per a una formació addicional a Giovanni Gentiluomo. El 1845 va aconseguir el seu primer compromís com a baríton al teatre de la ciutat de Chemnitz. Després van seguir compromisos a Ballenstedt-Bärenburg (1846, 1848), Rostock i Königsberg (1849 a 1852), Bremen (1853 a 1855), Wiesbaden (1855 a 1857), Detmold (1857 a 1860), Stettin, a Neustrelitz, Würzburg, Düsseldorf i Kiel (1862 a 1864), al Volkstheater de Múnic (1865), al Thaliatheater Hamburg (1866 a 1869) i al Carltheater de Viena (1870 a 1871).
El 1872 va anar al teatre de la ciutat de Nuremberg, on va dirigir principalment, i el 1881 al teatre de Dresden Court, on va romandre fins a la seva mort.
Karl Ueberhorst també va escriure periòdicament per a les revistes Gartenlaube, Westermannsmonthshefte i la correspondència d'Alemanya i per a ella.
Estava casat amb l'actriu i soubrette Minna Wagner.

## Obra escrita
- Götz von Berlichingen
- Wallensteins Studentenjahre
- Die frommen Landsknechte
- Nürnbergs mittelalterliche Belustigungen
- Das Plattengewerbe
- Hans Georg Derfflinger. Ein Reitersang aus alter Zeit', Berlin 1858. Volltext in der Google-Buchsuche